# Alejandro Marañón Pérez
Alejandro Marañón Pérez (* 3. Januar 1977 in Cartaya) ist ein ehemaliger spanischer Fußballspieler.

## Spielerkarriere
Alejandro Marañón startete seine Karriere als Fußballer im B-Team von RCD Mallorca. Anschließend wechselte der gebürtige Andalusier zum FC Cartagena. Von 2001 bis 2003 war Marañón Spieler im B-Team des großen FC Sevilla, ehe er in der Saison 2003/2004 sogar in die erste Elf befördert wurde. Allerdings kam er nur in sechs Spielen zum Einsatz, woraus er Konsequenzen zog und 2004 zum Zweitligisten Real Murcia wechselte, bei dem er regelmäßig zum Einsatz kommt und in der Saison 2006/2007 in die erste Liga aufstieg. Nach nur einer Saison stieg man als Vorletzter jedoch wieder in die Segunda División ab. Marañón kam jedoch kaum mehr zum Einsatz und beendete im Sommer 2009 seine Karriere.

## Erfolge
- 2006/07 – Aufstieg in die Primera División mit Real Murcia